# O Brother, Where Art Thou? (trilha sonora)

Capa do álbum

O Brother, Where Art Thou? é uma trilha sonora do filme do mesmo nome, lançado em 2000. Este álbum está na lista dos 200 álbuns definitivos no Rock and Roll Hall of Fame.